# Espace Marcel Carné
L'Espace Marcel Carné (EMC) est un lieu culturel fondé en 1988 et situé à Saint-Michel-sur-Orge (Essonne). Il abrite trois salles de cinéma classées « art et essai » ainsi qu'une salle de théâtre de 528 places.

## Historique
Dans un contexte de démocratisation culturelle, le projet de création d'une salle de spectacle pour la commune de Saint-Michel-sur-Orge émerge dans les années 1980. Le projet est porté par le maire de l'époque, Jean-Loup Englander.
Conçu par les architectes Valentin Fabre et Jean Perrottet, le lieu a été nommé en hommage au cinéaste Marcel Carné. Celui-ci est d'ailleurs présent pour l'inauguration du théâtre le 17 septembre 1988. Le cinéma Les Quatre Mousquetaires est inauguré en 1990, avant de fusionner avec la salle de spectacle.
Le cinéma fait l'objet de travaux de rénovation durant les années 2010.
En 2018, la gouvernance de la structure évolue avec la création d'un établissement public local à caractère industriel ou commercial (EPIC). L’association qui gère la programmation du théâtre et du cinéma depuis 1994 est dissoute. 
L'année suivante, un nouveau mode de gestion est mis en place par la communauté d'agglomération Cœur d'Essonne Agglomération dont relève l'établissement. L'objectif est de développer une nouvelle politique culturelle, gérée par un conseil d'administration représenté en majorité par les élus du territoire, répondant au mieux aux attentes de la Direction régionale des affaires culturelles (Drac) d'Ile-de-France. Il s'agit notamment de rajeunir un public dont la moyenne d'âge est assez élevée.

## Programmation et activités
Le cinéma est classé « art et essai » avec les labels « Recherche et découverte », « Jeune public » et « Patrimoine et répertoire ».
L'établissement porte un axe de développement majeur sur la création et le soutien aux compagnies indépendantes en s'appuyant sur une programmation pluridisciplinaire (musique, humour, théâtre, danse).
La structure mène également des actions en matière d'éducation artistique et culturelle auprès de différents publics.